# Музей «Подвиг»
Музей «Подвиг» — філія Бердянського краєзнавчого музею. Відкритий 5 травня 1985 року до 40-річчя Перемоги у Німецько-рядянській війні. Розташований за адресою — місто Бердянськ, вул. Вітальня, 10.

## Експозиція
Експозиція музею розповідає про героїзм, проявлений мешканцями Бердянська у роки війни. У ньому традиційно проводяться зустрічі ветеранів міста та району з молоддю. У 2001 році відкрито нову експозицію «Ними пишається місто», присвячену відомим бердянцям, які зробили вагомий внесок у розвиток міста з повоєнного періоду до 1991 року.
У літній період у музеї працює виставка воскових фігур з Санкт-Петербургу та голограм.